# Katie Britt
Katie Elizabeth Britt (született: Boyd; Enterprise, 1982. február 2. –) amerikai politikus, jogász és üzletember, aki Alabama állam szenátora. Korábban Alabama üzleti tanácsának vezérigazgatója volt, 2018 és 2021 között, illetve Richard Shelby szenátor kabinetfőnöke 2016-tól 2018-ig. Brittet 2022-ben választották meg szenátornak, az első nőként Alabamából.

## Karrierje

### A 2022-es választás
2021. június 8-án Britt bejelentette, hogy indul a republikánus előválasztáson a 2022-es szenátori jelöltségért Alabamában. Jelöltként Britt kiállt Donald Trump mellett és támogatta a volt elnök kijelentéseit, hogy a 2020-as elnökválasztás idején csalások történtek, de azt nem mondta ki, hogy ellopták volna azt a republikánusoktól. Britt továbbjutott az előválasztás második fordulójába Mo Brooks képviselő ellen. Donald Trump hivatalosan 2022. június 10-én állt be Britt kormánya mögé, aki egy „rendíthetetlen harcosnak” nevezte. Trump korábban Brooks-ot támogatta, de visszalépett, hogy Brittnek segítsen, aminek következtében a második fordulóban megkapta a szavazatok 63%-át. Britt később megnyerte a választást. Ő lett az első női szenátor Alabamából, akit megválasztottak (más női szenátorokat kineveztek) és a legfiatalabb republikánus nő, aki szenátor lett.

## Választási eredmények

### Előválasztások
| Párt     | Jelölt         | Szavazatszám | %       |
| -------- | -------------- | ------------ | ------- |
|          | Katie Britt    | 268 949      | 45,2%   |
|          | Mo Brooks      | 170 108      | 28,6%   |
|          | Michael Durant | 138 300      | 23,3%   |
|          | Jake Schafer   | 6 951        | 1,2%    |
|          | Karla DuPriest | 5 366        | 0,9%    |
|          | Lillie Boddie  | 4 865        | 0,8%    |
| Összesen | Összesen       | 594 539      | 594 539 |

| Párt     | Jelölt      | Szavazatszám | %       |
| -------- | ----------- | ------------ | ------- |
|          | Katie Britt | 107 598      | 64,8%   |
|          | Mo Brooks   | 58 456       | 35,2%   |
| Összesen | Összesen    | 166 054      | 166 054 |

### Szövetségi választások
| Párt     | Jelölt          | Szavazatszám | %         |
| -------- | --------------- | ------------ | --------- |
|          | Katie Britt     | 940 054      | 66,8%     |
|          | Will Boyd       | 435 431      | 30,9%     |
|          | John Sophocleus | 32 793       | 2,3%      |
| Összesen | Összesen        | 1 408 278    | 1 408 278 |